# Wiesław Oleś
Wiesław Oleś (ur. 1974) – polski hokeista.

## Kariera
- Podhale Nowy Targ (-1996)
- STS Sanok (1996-1997)

Występował w Podhalu Nowy Targ, a w sezonie 1996/1997 w STS Sanok.
W barwach reprezentacji Polski do lat 20 uczestniczył w turniejach mistrzostw świata juniorów do lat 20 w 1994 (Grupa B). Na turnieju zdobył gola w meczu z Rumunią (1:6).